# Neoclytus pallidicornis
Neoclytus pallidicornis är en skalbaggsart som beskrevs av Fisher 1932. Neoclytus pallidicornis ingår i släktet Neoclytus och familjen långhorningar.
Artens utbredningsområde är Haiti. Inga underarter finns listade i Catalogue of Life.